# Franciscus van Schonenberg
Franciscus van Schonenberg (ur. 1653, zm. 1717) był holenderskim dyplomatą portugalsko-żydowskiego pochodzenia, nawróconym na katolicyzm.
Urodzony w 1653 roku w Portugalii jako Jakob de Abraham Belmonte, mieszkał od 1656 roku z jednym ze swych krewnych w Madrycie. Jego ojciec, kupiec operujący między Amsterdamem a Lizboną, miał wiele znajomości w Holandii, dzięki którym jego syn został w 1678 roku reprezentantem admiralicji miasta Amsterdam w Hiszpanii.  
W 1680 roku Wilhelm III Orański uczynił go swym osobistym posłem przy hiszpańskim dworze. W 1690 został mianowany dodatkowo Chargé d’affaires połączonych wówczas unią personalną Anglii i Holandii w Madrycie. W 1695 Hiszpanie wydalili go z kraju jako persona non grata, lecz jeszcze przed 1700 rokiem Wilhelm III wymógł na Hiszpanach przyjęcie z powrotem misji Schonenberga. 
Gdy w 1702 roku rozpoczęła się wojna o sukcesję hiszpańską, Schonenberg wyjechał do Lizbony, gdzie od tego czasu do swej śmierci był holenderskim posłem. Król Hiszpanii (a właściwie habsburski pretendent do niej) Karol III Habsburg uczynił go w 1709 roku markizem.